# Dschinghis Khan

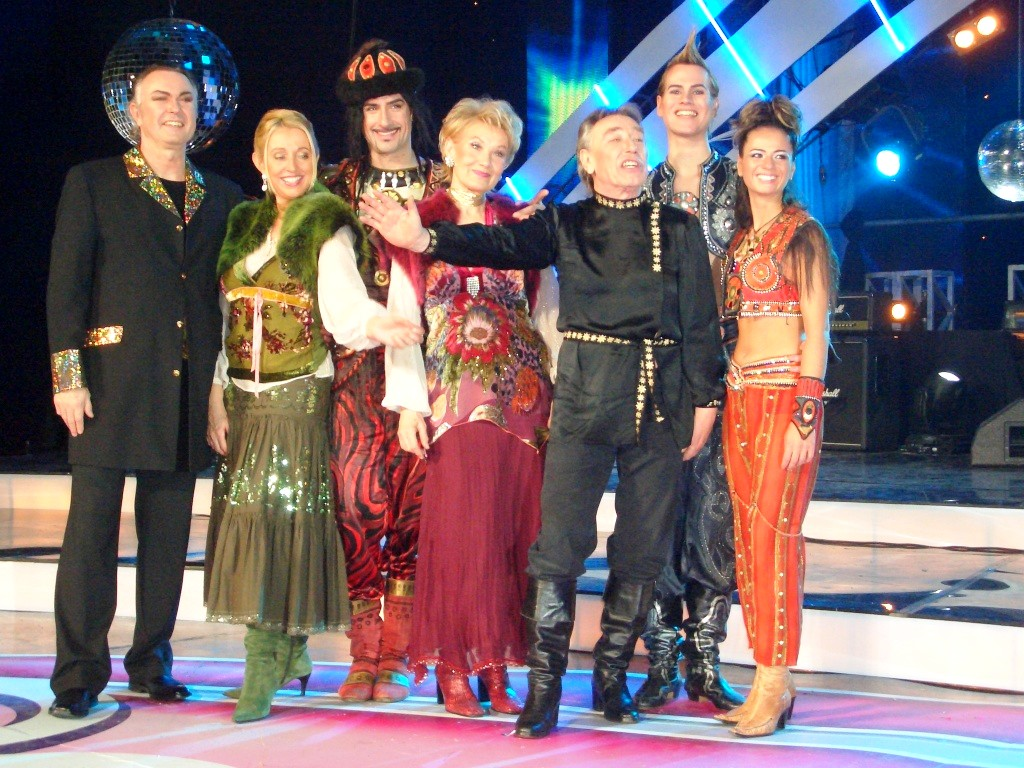
2005: Wolfgang Heichel, Henriette Strobel, Stefan Track, Edina Pop, Steve Bender, Daniel Käsling, Ebru Kaya

Dschinghis Khan, v některých zemích Genghis Khan, je německá popová skupina z Mnichova. V roce 1979 soutěžila na Eurovision Song Contest s písní „Dschinghis Khan“, kterou napsali Ralph Siegel a Bernd Meinunger; Meinunger ji taktéž produkoval. Známou se stala píseň „Moskau“ z roku 1979.
Skupinu založil a vedl Ralph Siegel.

## Diskografie

### Alba
- Dschinghis Khan (1979)
- Rom (1980)
- Viva (1980)
  - Znovu vydané album Rom bez bonusových písní.
- Wir sitzen alle im selben Boot (1981)
- Helden, Schurken & der Dudelmoser (1982)
- Corrida (1983)
- Huh Hah Dschinghis Khan - Ihre Grössten Erfolge (1993)
- Die Großen Erfolge (1999)
- Star Collection (2002)
- Jubilee (2004)
- 7 Leben (2007)
- Here We Go (2020)